# N'Gangue M'Voumbe Makosso Ma Nombo
Pour les articles homonymes, voir Makosso.
N'Gangue M'Voumbe Makosso Ma Nombo, est un monarque du royaume de Loango.

## Biographie
En 1766, l'abbé Bonaventure Proyart reporte que N'Gangue M'Voumbe Makosso Ma Nombo, le neuvième et dernier roi de la dynastie des Buvandji,, forgerons et fondateurs du royaume de Loango, meurt. Les populations ne supportant plus les exactions des Buvandji, il s'ensuit un long interrègne de 7 ans entre 1766 et 1773. La régence est alors exercée par les vingt-sept clans primordiaux Nkongo Vili, qui se réclament d'une lignée commune grâce au héros mythique 'Bunzi.
Le clan Kondi en la personne de Moe Poaty Ier finit par s'imposer en 1773 au prix d'une monarchie élective  .